# توپخانه سلطنتی
توپخانه سلطنتی (انگلیسی: Royal Artillery) مجموعه‌ای از ۱۳ هنگ توپخانه زیرمجموعه ارتش بریتانیا است، که در سال ۱۷۱۶ تأسیس شد. ستاد فرماندهی یگان توپخانه سلطنتی در شهر لارکهیل قرار دارد. کلیه یگان‌های توپخانه‌ای نیروی زمینی بریتانیا، تحت امر توپخانه سلطنتی قرار دارند.